# Amara pomona
Amara pomona là một loài bọ cánh cứng ăn hạt thuộc họ Bọ chân chạy, là loài bản địa của Hoa Kỳ.